# کانیان
کانیان، روستایی است از توابع بخش مرکزی شهرستان سلماس استان آذربایجان غربی ایران. نام این روستا در تلفظ محلی کانگننی هم گفته می‌شود که بی‌ارتباط با واژهٔ کانقیان‌لی، کانقلی و کنگرلو نیست. مردم این روستا کوره سونلی هستند که از ترکهای سنی آذربایجان به شمار می‌روند.

## جمعیت
این روستا در دهستان کره سنی قرار داشته و بر اساس سرشماری سال ۱۳۸۵ جمعیت آن ۱۱۵۱نفر (۲۲۵ خانوار)
بوده‌است.